# Bahnhof Loitz
Der Bahnhof Loitz ist ein ehemaliger Bahnhof im Landkreis Vorpommern-Greifswald in Mecklenburg-Vorpommern und wurde 1906 am Hafen von Loitz an der Peene gebaut. Heute befindet sich hier das Restaurant Korl Loitz, benannt nach der Bahn. Das Gebäude steht unter Denkmalschutz.

## Geschichte
Von 1844 bis 1906 fuhren die Züge an Loitz vorbei, obwohl das preußische Bahnnetz immer dichter wurde. Die Stadt bemühte sich zunächst vergeblich um einen Bahnanschluss, um die Wirtschaft zu stärken, obwohl die Kaufleute des Ortes dagegen waren.
Lediglich eine 7,1 km lange Stichbahn vom Bahnhof Toitz-Rustow der Berliner Nordbahn mit Umstieg in Richtung Stralsund oder Demmin sollte als Bahnstrecke Toitz-Rustow–Loitz durch die Kleinbahn Toitz-Rustow–Loitz (KTRL) gebaut werden. Ab etwa 1900 begann der Bahnbau. Die Strecke hatte bis in die 1950er Jahre ein hohes Personen- und Güteraufkommen. Die Einwohner nannten die Bahn liebevoll Korl Loitz.
Nach der Einrichtung direkter Buslinien nach Demmin und Greifswald ließ die Bedeutung im Personenverkehr deutlich nach, so dass dieser 1969 eingestellt wurde. Nach 1989 reduzierte sich zudem der Güterverkehr. Die Strecke wurde stillgelegt und bis 2006 rückgebaut.
Auf dem im 18. Jahrhundert freigewordenen Gelände des ehemaligen Schlosses beim heutigen Hafen wurden bis September 1906 der Bahnhof und ein Lokschuppen errichtet. Das ein- und zweigeschossige Ensemble mit Krüppelwalmdächern sowie Fachwerk mit verputzten Ausfachungen besteht aus Empfangsgebäude, Bahnwärterhaus und dem Güterschuppen mit einem Satteldach.
Nach der Stilllegung der Bahn verfiel der Bahnhof. Er wurde in den 1990er Jahren gesichert.
Mehrere Jahre lang erfolgte bis 2007 die Sanierung der Gebäude und der Umbau zum Restaurant Korl Loitz mit einem neugebauten Saal.